# União das Freguesias de Luz de Tavira e Santo Estêvão
União das Freguesias de Luz de Tavira e Santo Estêvão, kurz Luz de Tavira e Santo Estêvão, ist eine Gemeinde (Freguesia) im Kreis (Concelho) von Tavira an der Algarve, im Süden Portugals.
In der Gemeinde leben 4.535 Einwohner auf einer Fläche von 59,91 km² (Stand nach Zahlen von 2011).
Die Gemeinde entstand im Zuge der Gebietsreform in Portugal am 29. September 2013 durch Zusammenlegung der Gemeinden Luz de Tavira und Santo Estêvão. Luz de Tavira wurde Sitz der Gemeinde, die ehemalige Gemeindeverwaltung in Santo Estêvão blieb als Außenstelle und Bürgerbüro bestehen.